# Čograj
Il Čograj (in russo Чограй?) è un fiume della Russia europea meridionale, affluente di destra del Vostočnyj Manyč. Scorre nel Territorio di Stavropol'.
Il fiume scorre prevalentemente in direzione orientale e sfocia nel bacino Čograjskoe a 76 km dalla foce del Vostočnyj Manyč. Ha una lunghezza di 111 km, il suo bacino è di 1 480 km².